# Paul Hunter
Paul Alan Hunter (n. 14 octombrie 1978 – d. 9 octombrie 2006) a fost un jucător englez profesionist de snooker.
La 19 ani a câștigat trofeul turneului „Regal Welsh Open” după ce l-a învins în finală pe John Higgins cu 9-5. În același an a fost desemnat de Asociația Jucătorilor de Snooker cel mai bun tânăr profesionist al anului 1998.
În 2001 la „Benson&Hedges Masters” îl învinge în finală pe Fergal O’Brien, recuperând de la 3-7 și triumfând cu 10-9. În 2002 a câștigat „„Regal Welsh Open” unde l-a învins în finală pe Ken Doherty cu 9-7 și „British Open”, după 9-4 în finală cu Ian McCulloch. În urma acestor succese a ajuns pe locul 4 în lume.
La 9 octombrie 2006, cu cinci zile înainte să împlinească 28 de ani, Paul Hunter a decedat în urma unui cancer la spitalul Kirkwood din Huddersfield, Anglia.